# Chuông tỏi
Hoa chuông tỏi, Thiên lý tỏi, Lan tỏi, Chuông tím hay Hoa bâng khuâng (danh pháp khoa học: Mansoa hymenaea) là một loài thực vật có hoa trong họ Chùm ớt. Loài này được Augustin Pyramus de Candolle miêu tả lần đầu tiên với danh pháp Bignonia hymenaea, được công bố trong quyển 9 tuyển tập Prodromus Systematis Naturalis Regni Vegetabilis năm 1845. Năm 1979, A.H.Gentry chuyển loài này sang chi Mansoa. Loài này là đặc hữu Mexico và Trung, Nam Mỹ.

## Danh pháp đồng nghĩa
- Adenocalymma alboviolaceum Loes.
- Adenocalymma ciliolatum S.F.Blake
- Adenocalymma hosmeca Pittier
- Adenocalymma laevigatum Bureau & K.Schum.
- Adenocalymma macrocarpum Donn.Sm.
- Adenocalymma pohlianum Bureau & K.Schum.
- Bignonia hymenaea DC.
- Cuspidaria hymenaea (DC.) M.R.Almeida
- Pachyptera hymenaea (DC.) A.H.Gentry
- Petastoma langlasseanum Kraenzl.
- Petastoma tonduzianum Kraenzl.
- Pseudocalymma alliaceum var. microcalyx
- Pseudocalymma hymenaeum (DC.)
- Pseudocalymma laevigatum (Bureau & K.Schum.) A.Samp. & Kuhlm.
- Pseudocalymma langlasseanum (Kraenzl.)
- Pseudocalymma macrocarpum (Donn.Sm.)
- Pseudocalymma pachypus (Bureau & K.Schum.)
- Pseudocalymma pohlianum (Bureau & K.Schum.)